# Многоножковые
Многоно́жковые, или Полипо́диевые (лат. Polypodiaceae) — семейство папоротников порядка Многоножковые (Polypodiales).

## Ботаническое описание

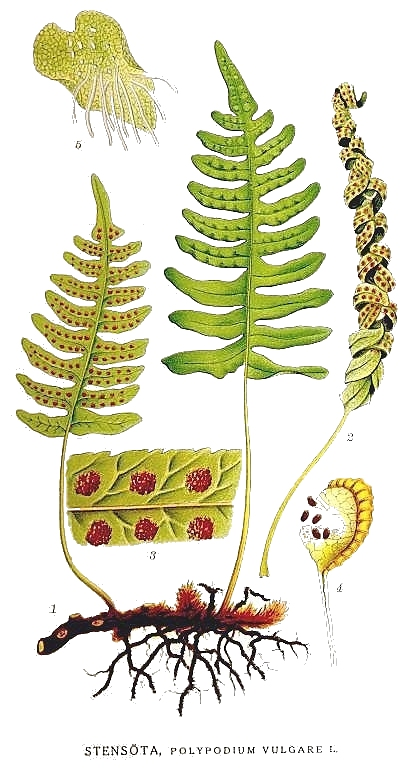
Многоножка обыкновенная (Polypodium vulgare).

Характерным признаком семейства является расположение эллиптических или округлых сорусов (без покрывалец) на нижней стороне пластинки листа. Растения многолетние и покрытые чешуйками, имеющие восходящее либо ползущее корневище. Сами листья могут быть перистыми, перистыми дважды, цельными или лопастыми.

## Распространение и экология
Ископаемые представители семейства известны уже из отложений позднетриасового периода. В настоящее время это семейство распространено по всему земному шару, но в основном в тропиках Старого Света. Чаще всего это эпифитные растения, поселяющиеся на стволах, а также на толстых ветвях деревьев. Некоторые из них являются облигатными (обязательными) эпифитами, тогда как другие могут произрастать как на скалах и на почве, так и на стволах деревьев.
Среди представителей семейства высокий процент аутополиплоидов.

## Классификация
Систематика не устоявшаяся. В зависимости от точки зрения исследователя, семейство может включать в себя от 10 до 50 родов (от 500 до 1200 видов). По другой информации насчитывает до 65 родов и 1200 видов соответственно.

## Роды

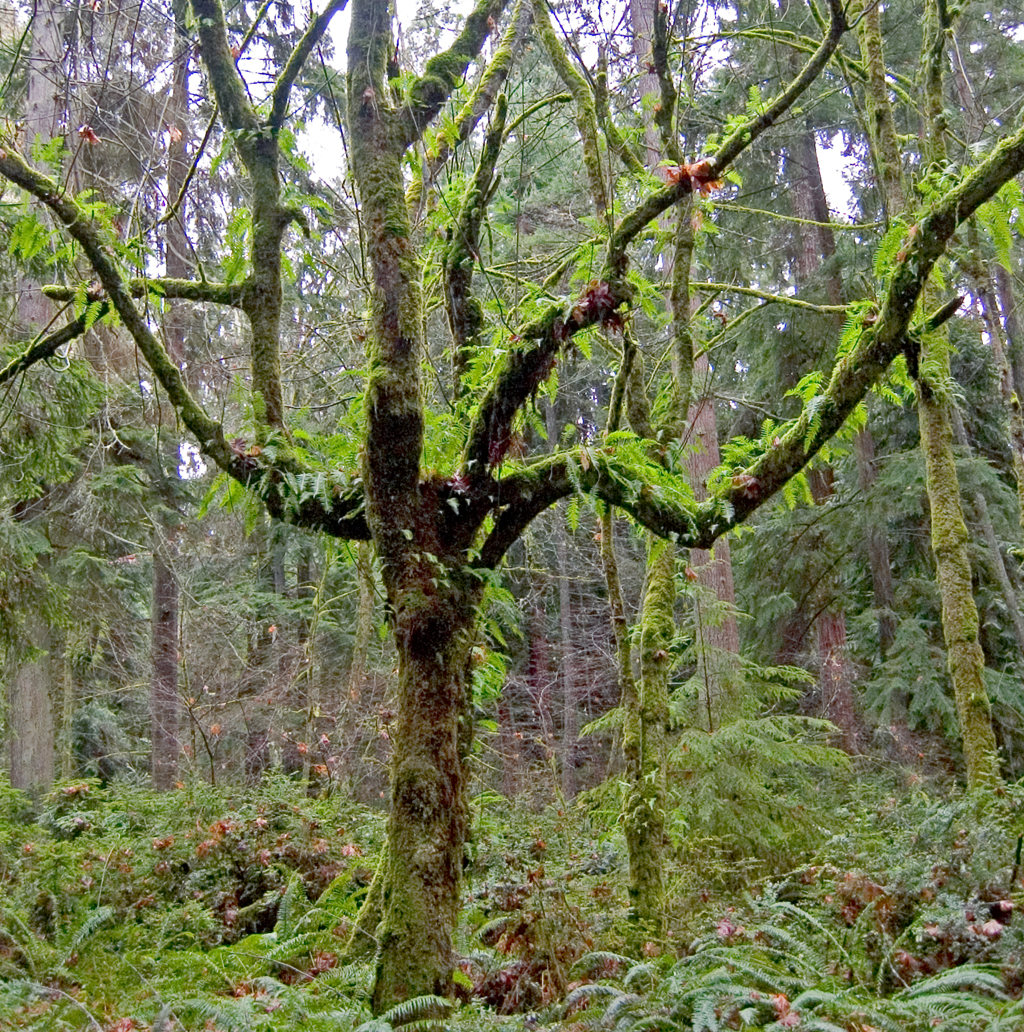
Эпифитные папоротники семейства Polypodiaceae на ветвях дерева

Классификация, предложенная Смитом и другими в 2006 году, включает в семейство 65 родов в 5 подсемействах:
Подсемейство Loxogrammoideae
- Dictymia J.Sm.
- Loxogramme (Blume) C.Presl

Подсемейство Drynarioideae
- Aglaomorpha Schott
- Arthromeris (T.Moore) J.Sm.
- Christiopteris
- Drynaria (Bory) J.Sm. — Дринария
- Gymnogrammitis Griff.
- Paraselliguea
- Phymatopteris
- Polypodiopteris
- Selliguea Bory

Подсемейство Platycerioideae
- Platycerium Desv. — Платицериум
- Pyrrosia Mirb. — Пиррозия

Подсемейство Microsoroideae
- Dendroconche Copel. 1911
- Goniophlebium C.Presl
- Kaulinia B.K.Nayar
- Kontumia S.K.Wu & L.K.Phan 2005
- Lecanopteris Reinw. — Леканоптерис
- Lemmaphyllum C.Presl — Леммафилум
- Lepisorus (J.Sm.) Ching — Леписорус
- Lepidomicrosorium Ching & K.H.Shing 1983
- Leptochilus Kaulf.
- Microsorum Link 1833
- Neocheiropteris Christ — Неохейроптерис
- Neolepisorus Ching 1940
- Paragramma (Blume) T.Moore 1857
- Phymatosorus Pic.Serm.
- Podosorus Holttum
- Thylacopteris Kunze ex J.Sm.
- Tricholepidium Ching 1978

Подсемейство Polypodioideae
- Acrosorus Copel.
- Adenophorus Gaudich.
- Calymmodon C.Presl
- Campyloneurum C.Presl
- Ceradenia L.E.Bishop
- Chrysogrammitis Parris
- Cochlidium Kaulf.
- Ctenopterella Parris 2007
- Dasygrammitis Parris 2007
- Enterosora Baker
- Grammitis Sw.
- Lellingeria A.R.Sm. & R.C.Moran
- Leucostrichum Labiak 2010
- Luisma M.T.Murillo & A.R.Sm. 2003
- Melpomene A.R.Sm. & R.C.Moran
- Microgramma C.Presl
- Micropolypodium Hayata
- Niphidium J.Sm.
- Oreogrammitis Copeland 1917
- Pecluma M.G.Price
- Phlebodium (R.Br.) J.Sm. (1841) — Флебодиум
- Pleopeltis Humb. & Bonpl. ex Willd.
- Pleurosoriopsis Fomin
- Polypodium L., 1753 — Многоножка
- Prosaptia C.Presl
- Radiogrammitis Parris 2007
- Scleroglossum Alderw.
- Serpocaulon A.R.Sm.
- Synammia J.Sm.
- Terpsichore A.R.Sm.
- Themelium (T.Moore) Parris
- Tomophyllum (E.Fournier) Parris 2007
- Xiphopterella Parris 2007
- Xiphoteris
- Zygophlebia L.E.Bishop 1989